# Архилагос, Хоанис
Хоанис Оскар Архилагос Перес (исп. Joahnys Oscar Argilagos Perez; род. 11 января 1997, Камагуэй, Куба) — кубинский боксёр-профессионал, выступающий во второй наилегчайшей и в легчайшей весовых категориях. Бронзовый призёр Олимпийских игр (2016), двукратный чемпион мира (2015, 2017), серебряный призёр Панамериканских игр (2015), серебряный призёр Панамериканского чемпионата (2017), многократный победитель и призёр международных турниров и национального первенства в любителях.
Лучшая позиция по рейтингу BoxRec — 100-я (февраль 2023) и является 2-м среди кубинских боксёров легчайшей весовой категории, — входя в ТОП-100 лучших боксёров легчайшего веса всего мира.

## Биография
Родился 11 января 1997 года в городе Камагуэй, на Кубе.

## Любительская карьера
В июле 2015 года впервые стал серебряным призёром панамериканских игр, проходивших в Торонто в весе до 49 кг, в финале проиграв мексиканскому боксёру Хоселито Веласкесу. А затем в октябре на чемпионате мира по боксу 2015 года стал чемпионом мира в весе до 49 кг, в финале победив российского боксёра Василия Егорова.
В начале весны 2018 года, сбежал в США, вышел на прогулку и не вернулся в гостиницу в Агуаскальентес (Мексика), где национальная команда проводила тренировочные сборы. Таким образом, предпочёл стать очередным беглецом с «Острова свободы».

## Профессиональная карьера
3 мая 2019 года дебютировал на профессиональном ринге, в первом бою решением большинства судей (счёт: 57-57, 59-55, 58-56) победив опытного американца Хосуэ Моралеса (9-9-3).

## Статистика профессиональных боёв
В таблице перечислены результаты всех поединков боксёров.
В каждой строке указан результат поединка. Дополнительно номер поединка обозначен цветом, который обозначает итог поединка. Расшифровка обозначений и цветов представлена в нижеследующей таблице.
| Пример | Расшифровка                     |
| ------ | ------------------------------- |
|        | Победа                          |
|        | Ничья                           |
|        | Поражение                       |
|        | Планируемый поединок            |
|        | Поединок признан несостоявшимся |
| КО     | Нокаут                          |
| ТКО    | Технический нокаут              |
| PTS    | Решение судей (по очкам)        |
| UD     | Единогласное решение судей      |
| MD     | Решение большинства судей       |
| SD     | Раздельное решение судей        |
| RTD    | Отказ от продолжения боя        |
| DQ     | Дисквалификация                 |
| NC     | Поединок признан несостоявшимся |

| 10 поединков, 9 побед (4 нокаутом), 1 поражение. | 10 поединков, 9 побед (4 нокаутом), 1 поражение. | 10 поединков, 9 побед (4 нокаутом), 1 поражение. | 10 поединков, 9 побед (4 нокаутом), 1 поражение. | 10 поединков, 9 побед (4 нокаутом), 1 поражение.             | 10 поединков, 9 побед (4 нокаутом), 1 поражение. | 10 поединков, 9 побед (4 нокаутом), 1 поражение. |
| Бой                                              | Рекорд                                           | Дата боя                                         | Соперник                                         | Место проведения боя                                         | Раундов, время                                   | Дополнительно                                    |
| ------------------------------------------------ | ------------------------------------------------ | ------------------------------------------------ | ------------------------------------------------ | ------------------------------------------------------------ | ------------------------------------------------ | ------------------------------------------------ |
| 10                                               | 10-0                                             | 17 декабря 2022                                  | Марио Эрнандес (10-3-1)                          | Cosmopolitan of Las Vegas, Лас-Вегас, Невада, США            | UD 4 (4)                                         | Счёт: 39-37 (трижды).                            |
| 9                                                | 8-1                                              | 28 января 2022                                   | Мишель Банкэз (19-1)                             | Hialeah Park Racing & Casino, Хайалиа, Флорида, США          | RTD 6 (10), 3:00                                 |                                                  |
| 8                                                | 8-0                                              | 7 августа 2021                                   | Луис Вальдес Пена (7-9-1)                        | Armory, Миннеаполис, Миннесота, США                          | KO 1 (6), 0:29                                   |                                                  |
| 7                                                | 7-0                                              | 9 июля 2021                                      | Хуан Пабло Меза (4-1)                            | Аэропорт Хилтон, Майами, Флорида, США                        | UD 8 (8)                                         | Счёт: 80-72, 77-75 (дважды).                     |
| 6                                                | 6-0                                              | 29 января 2021                                   | Эрни Маркес (10-15-2)                            | Seminole Hard Rock Hotel & Casino, Холливуд, Флорида, США    | UD 4 (4)                                         | Счёт: 40-36 (трижды).                            |
| 5                                                | 5-0                                              | 17 октября 2020                                  | Самуэль Гутьеррес Эрнандес (16-27-6)             | Manual Artime Community Center Theater, Майами, Флорида, США | TKO 1 (6), 2:19                                  |                                                  |
| 4                                                | 4-0                                              | 28 февраля 2020                                  | Эрик Ламбрерас Эрнандес (1-0)                    | Southern Junction Nightclub, Ирвинг, Техас, США              | TKO 1 (4), 2:58                                  |                                                  |
| Бой                                              | Рекорд                                           | Дата боя                                         | Соперник                                         | Место проведения боя                                         | Раундов, время                                   | Дополнительно                                    |